# Vladimir Kourganoff
Vladimir Kourganoff, né à Moscou le 3 mars 1912 et décédé le 21 août 2006, est un mathématicien et astronome français.

## Biographie
Il arrive en France en 1926 pour rejoindre ses parents. Il suit de brillantes études qui le conduisent à soutenir sa thèse en mathématiques en 1941 à Paris sous la direction d'Ernest Esclangon, dont le titre est La Part de la mécanique céleste dans la découverte de Pluton.
De 1946 à 1950, il fait des séjours dans différents laboratoires d'astronomie de par le monde. Il devient directeur de l'Observatoire de Lille de 1952 à 1961.
Il est professeur d'astronomie à l’Université de Paris-Sud de 1961 à 1977.
Il rédige de très nombreux ouvrages de mathématiques et d'astronomie.